# Římskokatolická farnost u kostela sv. Augustina, Brno-Masarykova čtvrť
Římskokatolická farnost u kostela sv. Augustina, Brno-Masarykova čtvrť je územní společenství římských katolíků s farním kostelem svatého Augustina v Masarykově čtvrti v Brně (městská část Brno-střed, část Stránice). Farnost je součástí brněnského děkanství v rámci brněnské diecéze.

## Historie a popis
Ve 20. a 30. letech 20. století rychle se rozvíjející Masarykova čtvrť na svazích Žlutého kopce získala již brzy vlastní chrám, když byl 5. května 1935 brněnským biskupem Josefem Kupkou vysvěcen kostel svatého Augustina, postavený v centrálním prostoru nové čtvrti na Babákově náměstí (nyní náměstí Míru). Území tehdy spadalo do katastrálního území Křížová a náleželo do starobrněnské farnosti, odkud jej spravoval tamní kaplan P. Karel Fanfrdla. Samostatná farnost u svatého Augustina vznikla 1. září 1938 a ke stejnému datu se P. Fanfrdla stal jejím prvním farářem. Nová farnost byla vyčleněna ze starobrněnské a zahrnovala celé území pozdějších Stránic s menším přesahem do Žabovřesk (okolí ulic Březinovy a Tůmovy); roku 1938 čítala 4203 katolíků. V roce 1944 bylo území farnosti mírně zvětšeno v Žabovřeskách v okolí Kounicových kolejí o několik dalších ulic, které byly do té doby součástí komínské farnosti. Od 28. září 1968 bylo povoleno v brněnské diecézi sloužit mši svatou v češtině a kostel svatého Augustina byl jedním z prvních brněnských chrámů, kde tak bylo učiněno. Při sčítání věřících v roce 2019 bylo v chrámu na třech nedělních mších rozdáno celkem 900 sčítacích lístků, z nichž 866 lidé vyplnili.
Farnost dnes územně zabírá část městské části Brno-střed, konkrétně území Stránic a část Veveří (západně od Úvozu a ulice Žižkovy), a dále okrajovou část městské části Brno-Žabovřesky (okolí ulic Zeleného, Březinovy a Tůmovy). Nachází se v ní Biskupské gymnázium Brno, Cyrilometodějské gymnázium a střední odborná škola pedagogická Brno, Cyrilometodějská církevní základní škola, sídlo české provincie Kongregace sester sv. Cyrila a Metoděje, která je zřizovatelem obou cyrilometodějských škol, jediný český klášter Kongregace Sester Učednic Božského Mistra a generální dům Kongregace sester těšitelek Božského Srdce Ježíšova.
Kostel svatého Augustina je jediným kostelem na území farnosti, nicméně v roce 2021 se ve farnosti nacházelo sedm kaplí, ve kterých byla uchovávána Nejsvětější Svátost. Patří mezi ně kaple Panny Marie Bolestné v klášteře sester těšitelek v Heinrichově ulici, kaple svatého Cyrila a Metoděje v klášteře cyrilek v Bílého ulici, kaple Mistra Ježíše v klášteře sester učednic ve Wolkrově ulici, kaple Panny Marie, Matky jednoty křesťanů v budově Cyrilometodějského gymnázia a střední odborné školy pedagogické Brno, kaple svaté Rodiny v budově Cyrilometodějské církevní základní školy a kaple Nejsvětějšího Srdce Ježíšova v budově Biskupského gymnázia.
Od roku 1995 vysílalo ze studia v budově Biskupského gymnázia pod vedením Martina Holíka křesťanské Radio Proglas, které s farností úzce spolupracovalo. V roce 2021 se rozhlasová stanice přesunula do Židenic na Olomouckou ulici.

## Duchovní správci

### Faráři a administrátoři
- P. Karel Ignác Fanfrdla, OESA (farář: 1. září 1938 – 30. září 1961)[19]
- R. D. Dr. František Kraus (administrátor: 1. října 1961 – 31. července 1963)[19][20]
- R. D. Antonín Uher (administrátor: 1. srpna 1963 – 31. října 1966)[19][20]
- R. D. Karel Onuca (administrátor: 1. listopadu 1966 – 15. ledna 1968)[19]
- R. D. Josef Vítek (administrátor: 16. ledna 1968 – 30. dubna 1974)[19]
- R. D. Bohumil Pavlů (administrátor: 1. května 1974 – 31. července 1990)[19]
- P. Miloslav Kabrda, SDB (farář: 1. srpna 1990 – 31. srpna 2005)[19]
- R. D. Mgr. Pavel Šenkyřík (administrátor: 1. září 2005 – 22. prosince 2010, farář: 23. prosince 2010 – 31. července 2015)[19][21]
- R. D. ThLic. Tomáš Koumal (farář: 1. srpna 2015 – 31. července 2016)[21][22]
- R. D. Mgr. Josef Novotný (administrátor: 1. srpna 2016 – 31. července 2017, farář: 1. srpna 2017 – 31. července 2022)[21][23][24][25]
- R. D. Mgr. Petr Vrbacký (farář: od 1. srpna 2022)[21][25]

### Kaplani
- P. Josef František Gabriel, OESA (1938–1957)[26][27]
- P. Ing. Petr Chovanec, SDB (1992)[28]
- R. D. Ing. Pavel Kolář (1992–1995)[28]
- Mons. Ing. Martin Holík (od 1995)[28][29]

## Primice
V kostele svatého Augustina proběhly následující primice novokněží:
- 1971 – P. Zdeněk Chylík (první primice ve farnosti)[6]
- 1972 – P. MUDr. Otto Opálka[6]
- 1978 – P. Jiří Cajzl[30]
- 1995 – P. Jan Piler[31]
- 1995 – P. Ing. Leo Červenka[31]
- 2002 – P. MUDr. Karel Rozehnal[31]
- 2019 – P. Maria-Adam Grůza, OSCO[32]

## Aktivity farnosti
Ve farnosti působí čtyři pěvecké sbory:
- Sbor předškolních dětí (Sboreček)
- Dětský chrámový sbor (Sbor školních dětí)
- Chrámový sbor mladých u Sv. Augustina
- Smíšený chrámový sbor u Sv. Augustina (založen 1964 jako první sbor ve farnosti)

Den vzájemných modliteb farností za bohoslovce a bohoslovců za farnosti brněnské diecéze a Adorační den připadá na neděli v období od 20. do 26. listopadu.
Ve farnosti se pravidelně koná tříkrálová sbírka.